# Dit lied (Guus Meeuwis)
Dit lied is een single van Guus Meeuwis. Het is afkomstig van zijn album Armen Open. De single werd voorgespeeld in de aflevering van De Wereld Draait Door van 8 april 2011. Dit lied gaat over het liedje dat Meeuwis en zijn vriendin doet terugdenken aan het opbloeien van hun liefde; het liedje zal die kracht nooit verliezen. Meeuwis wordt begeleid door de The Monkey Sandwich Band.

## Single
1. Dit lied (3:38)
2. Gevallen of gevlogen (3:13)
3. Dit lied (Live uitvoering in The Waterhole) (4:20)

## Hitnoteringen

### Nederlandse Top 40
| Positie: | 34 | 32 | 29 | 23 | 22 | 30 | 39 | uit |

### NederlandseSingle Top 100
| Hitnotering: 16-04-2011 t/m 04-06-2011 | Hitnotering: 16-04-2011 t/m 04-06-2011 | Hitnotering: 16-04-2011 t/m 04-06-2011 | Hitnotering: 16-04-2011 t/m 04-06-2011 | Hitnotering: 16-04-2011 t/m 04-06-2011 | Hitnotering: 16-04-2011 t/m 04-06-2011 | Hitnotering: 16-04-2011 t/m 04-06-2011 | Hitnotering: 16-04-2011 t/m 04-06-2011 | Hitnotering: 16-04-2011 t/m 04-06-2011 | Hitnotering: 16-04-2011 t/m 04-06-2011 |
| Week:                                  | 1                                      | 2                                      | 3                                      | 4                                      | 5                                      | 6                                      | 7                                      | 8                                      |                                        |
| -------------------------------------- | -------------------------------------- | -------------------------------------- | -------------------------------------- | -------------------------------------- | -------------------------------------- | -------------------------------------- | -------------------------------------- | -------------------------------------- | -------------------------------------- |
| Positie:                               | 8                                      | 35                                     | 58                                     | 34                                     | 25                                     | 33                                     | 64                                     | 95                                     | uit                                    |